# Jacques Martin (homme politique)
Pour les articles homonymes, voir Jacques Martin et Martin.
 (juillet 2009).
Si vous disposez d'ouvrages ou d'articles de référence ou si vous connaissez des sites web de qualité traitant du thème abordé ici, merci de compléter l'article en donnant les références utiles à sa vérifiabilité et en les liant à la section « Notes et références ».
Jacques Martin, né le 11 mai 1933 à Chapelle-sur-Moudon (originaire de Neyruz-sur-Moudon) et mort le 2 décembre 2005 en Provence, est une personnalité politique suisse du canton de Vaud, membre du Parti radical-démocratique.
Il est conseiller national de 1979 à 1988, puis conseiller aux États de 1991 à 1999. Il est en parallèle membre du Conseil d'État du canton de Vaud de 1988 à 1996.

## Biographie
Jacques Martin naît le 11 mai 1933 à Chapelle-sur-Moudon, dans le canton de Vaud. Il est originaire de l'ancienne commune voisine de Neyruz-sur-Moudon.
Il est diplômé de l'École polytechnique fédérale de Zurich et ingénieur-forestier de profession. ll démissionne de son poste d'inspecteur forestier à son élection au Conseil national en 1979 pour créer son propre bureau d'ingénieur à Gryon, qu'il dirige jusqu'à son élection au gouvernement vaudois en 1988.
Il est marié à Marièle Martin.
Il meurt le 2 décembre 2005.

## Parcours politique
Il est syndic de Gryon de 1978 à 1988, puis député au Grand Conseil du canton de Vaud de 1974 à 1980.
Élu ensuite au Conseil national en 1979, il y siège jusqu'à son élection au Conseil d'État vaudois le 26 juin 1988, où il s'impose facilement lors de l'élection complémentaire face à la candidature contestataire de Roger Montandon. Il entre en fonction le 15 août et prend la tête du Département de l'agriculture, de l'industrie et du commerce, où il succède à Raymond Junod. Il est brillamment réélu en 1990, avec le meilleur score de l'ensemble des candidats, puis se laisse convaincre par son parti de se représenter à nouveau en 1994, année où il préside le gouvernement. La loi vaudoise sur l'emploi de 1993, adoptée sous sa direction et assurant un suivi aux chômeurs, inspire la législation fédérale. Atteint d'un cancer du système lymphatique, il démissionne pour raisons de santé le 23 octobre 1996 pour le 31 décembre de la même année,,.
Il assume parallèlement le mandat de député au Conseil des États de 1991 à 1999, où il prend la place d'Yvette Jaggi.
Pendant son mandat fédéral, il préside la commission de l'énergie du Conseil national en 1988 et la Commission de la science, de l’éducation et de la culture du Conseil des États en 1998 et 1999. Au Conseil national, il est fréquemment rapporteur sur des objets du Département militaire fédéral.

### Positionnement politique
Il bénéficie à ses débuts d'une image de centre-gauche, à laquelle se joignent une autorité naturelle et un bon sens terrien.

## Autres mandats
Il est président de l'Office vaudois du tourisme et président de la Banque cantonale vaudoise.